# コント青年団
コント青年団（コントせいねんだん）とは、落語芸術協会、漫才協会所属のお笑いコンビである。1995年に「シリアルパパ」結成。2005年に現コンビ「コント青年団」に改名。

## メンバー
青木イサム（1965年11月2日 - ）
茨城県出身。主にボケを担当。強い保守思想の持ち主であり、コント中に自民党への礼賛や左派への揶揄などをアドリブとして押し込むことが多い。
服部健治（1969年11月12日 - ）
岐阜県出身。主にツッコミ担当。「岐阜の服部」名義で漫談で舞台に上がることもある。

## 概要
1995年1月17日  コントゆーとぴあ ホープの弟子の青木イサムと、漫才青空球児・好児の弟子の服部健治が、フジテレビオレたちひょうきん族の懺悔の神様役でブレイクしたブッチー武者の紹介で、新宿西口商店街通称しょんべん横丁の居酒屋でお見合いしてコンビを結成することになる。
2人共、東京渋谷にあるストリップ劇場 渋谷道頓堀劇場出身芸人で、時期は違うが劇場の専属コメディアン杉兵助に世話になった。
シリアルパパ時代は漫才協団（現・漫才協会）に所属していた。
ボーイズバラエティ協会でも活動していたが2022年に退会し、現在は落語芸術協会の定席出演がメインとなっている。
2023年8月より漫才協会に所属。

## 出演

### 現在までの主な出演
- 秋田テレビ「アルヴェ　パンティオン　シネマズ　情報」レギュラー出演
- NHK衛星第2放送 「BSふれあいステージ お好み寄席」
- BS日テレ 「笑点 特大号」
- NHK 「ラジオ深夜便 話芸100選」[4]
- テレビ朝日「はぐれ刑事純情派14 第9話～オマケの男を愛した女！犯人は有名人！？～」 （服部のみ服部健児という役者名で出演）
- テレビ埼玉「万田TV（まんだTV）」（青木イサムのみ構成作家も兼ねて出演）　など